# King George-sundet

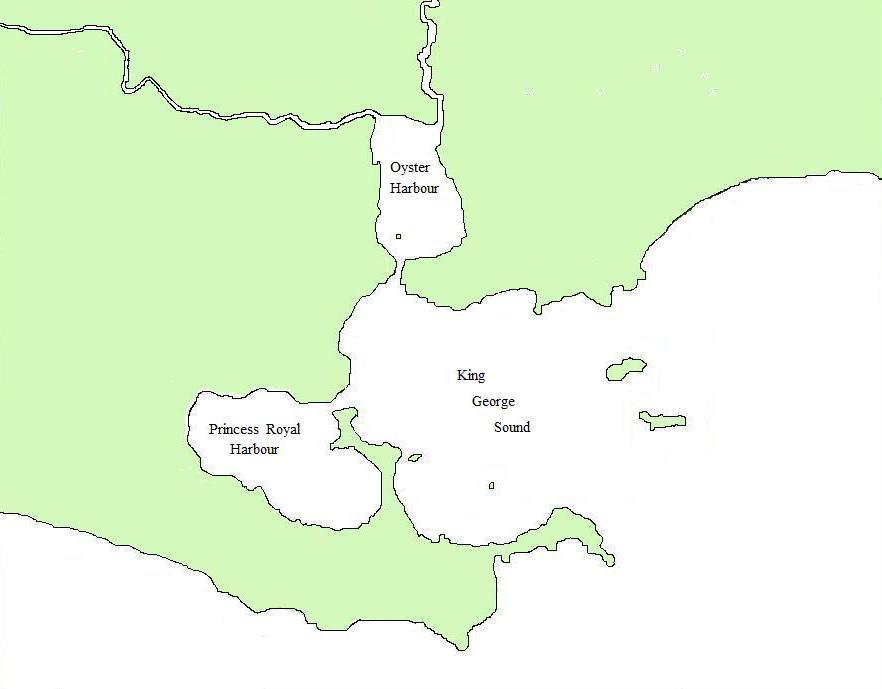
King George-sundet.

King George-sundet (King George Sound) är ett sund vid sydkusten av Western Australia, där staden Albany ligger. Sundet täcker ett område av 110 km² och dess djup varierar mellan 10 meter och 35 meter. Sundet gränsar till fastlandet i norr, av halvön Vancouver i väster, och av Bald Head och Flindershalvön i söder. Åt öster är det öppet vatten, men invattnet skyddas delvis av Breaksea Island och Michaelmas Island. Inne i sundet ligger två hamnar, Princess Royal Harbour och Oyster Harbour, som båda är skyddade från vind och kraftig sjö. Princess Royal Harbour var Western Australias enda djuphavshamn i ungefär 70 år tills Fremantle Harbour, söder om Perth öppnades.